# Mikel Martín
Mikel Martín (Rentería, 21 de septiembre de 1954 - 2 de marzo de 2023) fue un activista por los derechos LGBTI español y miembro de EHGAM

## Activismo
Mikel Martín Conde, llamado Mikela, nació en la localidad guipuzcoana de Rentería el 21 de septiembre de 1954 en el seno de una familia migrante. A los 16 años comenzó su militancia política.
En junio de 1979, fue asesinado en Rentería el travesti Vicente Vadillo Santamaria Francis y al mismo tiempo, Martín tuvo conocimiento de la existencia en Vizcaya del grupo Euskal Herriko Gay-Les Askapen Mugimendua (EHGAM, Movimiento de Liberación Gay-Les del País Vasco) y se puso en contacto con sus miembros para integrar el movimiento. En ese periodo, salió del armario
Fue militante, la cara conocida y referente del Movimiento Liberación Gay en el País Vasco.
Superviviente del VIH, ejerció de pedagogía sobre esta enfermedad y luchó contra su estigmatización.
En 2005, cuatro militares del Ejército Español le golpearon en San Sebastián, lo que le obligó a permanecer ingresado 137 días. Hasta 2011 no hubo sentencia por estos hechos.
Estudió euskera en un euskaltegi. En 2018 el movimiento OaingozHau de Rentería le rindió homenaje en el festival Madalena.
Martín trabajó en las asociaciones Zutitu eta Munduan Elkarlanean. También contribuyó a la creación del Consejo Consultivo LGBTI+ del Ayuntamiento de Rentería, que hasta 2023 fue el Patronato LGBTI+ de dicho Ayuntamiento del cual fue miembro fundador.
Falleció el 2 de marzo de 2023 a los 68 años, de una enfermedad diagnosticada en verano de 2022.